# Fusedmarc
Fusedmarc es un grupo de música lituano fundado en el año 2004. Está compuesto por Cilia, Nurasho y Syrtha. El día sábado 11 de marzo tras lograr ganar la selección nacional "Eurovizijos 2017" con su canción titulada “Rain of Revolution”, se convirtieron en los nuevos representantes de Lituania en el Festival de la Canción de Eurovisión 2017 que se celebró en la ciudad de Kiev, Ucrania. Actuaron en la segunda semifinal quedando en el puesto 17 de 18 con 42 puntos.